# Ynskje Penning
Ynskje Penning, geboren als Ynskje Roswitha Sibbeltje van Staalduinen (Den Haag, 9 april 1949) is een Nederlands schrijfster en beeldhouwster. Ze publiceerde ook onder de pseudoniemen Ynskje Ferwerda en Paulien Penning.

## Biografie
Ynskje Penning werd geboren in Den Haag. Als kind verhuisde ze met haar ouders naar Norg. Ze volgde de kweekschool en studeerde geschiedenis, waarna ze enkele jaren werkte als lerares op een basisschool in Hoogkerk.
In 1975 debuteerde ze als schrijver met het boek Mensen in de pot. Ze schrijft voornamelijk kinderboeken en romans. Ze werkt samen met illustratoren als Anjo Mutsaars, Jan Braamhorst, Annet Schaap, Annemiek Borsboom en Rina Mook. Als beeldhouwer maakt ze beelden in brons en steen van mensen en dieren.

### Privé
Penning is getrouwd en heeft drie kinderen.

## Beeldhouwer
Penning vervaardigt bronzen portretbustes in opdracht, waarbij ze de geportretteerde zo naturalistisch mogelijk weergeeft. Daarnaast maakt ze in haar vrije werk mensfiguren (met een voorkeur voor de vrouwelijke figuur) in brons en steen.

#### Romans
- (1979) De toekomst heeft een verleden  -De kracht van de liefde trilogie I-
- (1980) De erfgenamen  -De kracht van de liefde trilogie II-
- (1980) Een vreemde bloem in het veld  -De kracht van de liefde trilogie III-
- (1981) Tussen traditie en trouw
- (1983) Verlangen naar vrijheid
- (1990) De kracht van de liefde trilogie
- (1992) De Fokkema Heerd  -Emma trilogie I-
- (1993) Waar het geluk wacht
- (1994) Huis van geluk
- (1994) Hoogland
- (1995) Gronings End
- (1996) Liefde heeft een naam
- (1997) Kloosterwier  -Adumaborg trilogie I-
- (1998) Vioolsonate
- (1998) Aduma Borg  -Adumaborg trilogie II-
- (1999) Lutje Boudel  -Emma trilogie II-
- (1999) Huize de goede hoop  -Emma trilogie III-
- (2000) De hoge es
- (2000) Het altijd groene land
- (2002) Het geborgen huis
- (2003) Terug naar Adumaborg - Adumaborg trilogie III-
- (2009) Boreas  -Trouw en verraad trilogie I-
- (2010) Emma trilogie
- (2010) Zephuros  -Trouw en verraad trilogie II-
- (2011) Aurora!  -Trouw en verraad trilogie III-
- (2011) Adumaborg Trilogie
- (2013) Geluk keert terug

#### Historische romans & -thrillers
- (2007) Stormvloed: de spectaculaire ondergang van het Waddeneiland Bosch in het begin van de 80-jarige oorlog
- (2010) Emo's labyrinth  -historische thriller-
- (2019) Overleven: de lotgevallen van zeven Nederlandse mariniers in WO II, deel 1: 1939-1941

#### Kinderboeken
- (1975) Mensen in de pot
- (1980) Feest in het bos
- (1989) Poes Poe kan heel wat
- (1989) Pas jij maar op, Jan!
- (1989) Fien is fien
- (1989) Hen en haan gaan op reis
- (1990) De mug en de vos
- (1990) Pie Wom
- (1990) Ka Koe
- (1991) Eekje Hoorn
- (1991) Kijf Lijf
- (1991) Rien Ree
- (1991) Los Kip
- (1991) Rio riool rat
- (1993) IJs Koe
- (1993) Mien Meeuw
- (1993) De piet van oma
- (1993) Bul Koe
- (1993) Bea en Ko uil
- (1993) De kast met mezen
- (1993) Dokus Bol en de rolrondknikkers
- (1994) Puk en Pien pad
- (1994) Gijs kater
- (1994) Man mier
- (1995) Bommen op de stad
- (1995) De slag bij Ane: Op de vlucht
- (1995) De slag bij Ane: De strijd in het moeras
- (1996) Een snoek in een zwembroek
- (1997) Piet Heyn en de Zilvervloot: De grote vangst
- (1997) Piet Heyn en de Zilvervloot: Bang voor niets en niemand
- (2003) Moord op het ijs
- (2006) Toos Soepkip